# Westminster Bridge
Westminster Bridge je most pro silniční a pěší dopravu přes řeku Temži v Londýně mezi Lambeth Bridge a Hungerford Bridge. Spojuje londýnské obvody Westminster a Lambeth.
Současný most, který nahradil původní most stojící zde od roku 1750, byl otevřen roku 1862. Most je tvořen sedmi oblouky a je postaven z tvářené oceli. Autorem gotické výzdoby mostu byl Charles Barry (architekt rekonstrukce Westminsterkého paláce). Je jediným mostem se sedmi oblouky přes Temži a je nejstarším mostem v centru Londýna přes Temži, z mostů které zde existují v současnosti.
Převládající barvou mostu je zelená, podobně jako barva kožených křesel v Dolní sněmovně Parlamentu, která zasedá ve Westminsterském paláci poblíž severního konce mostu. Tvoří tak kontrast s červeným Lambeth Bridge, barevně odpovídající Sněmovně lordů.
Most spojuje Westminsterský palác na západní straně s County Hall a London Eye na východní straně. V počátečních letech byl i cílovým místem závodu Londýnského maratónu.
Dne 22.3.2017 byl na mostě spáchán teroristický čin britským občanem pákistánského původu Chalídem Masúdem, který najel do davu na mostě vypůjčeným SUV.